# Dmytro Hrabowski
Dmytro Hrabowski (ukr. Дмитро Грабовський, ur. 30 września 1985 w Symferopolu, zm. 23 stycznia 2017) – ukraiński kolarz szosowy, mistrz świata do lat 23, trzykrotny mistrz Europy.

## Najważniejsze osiągnięcia
- 2003
  -  2. miejsce w mistrzostwach świata juniorów (jazda ind. na czas)
  -  1. miejsce w mistrzostwach Europy juniorów (scratch)
- 2005
  -  1. miejsce w mistrzostwach świata (do lat 23, start wspólny)
  -  2. miejsce w mistrzostwach świata juniorów (jazda ind. na czas)
  -  1. miejsce w mistrzostwach Europy (do lat 23, jazda ind. na czas)
- 2006
  - 1. miejsce w Giro delle Regione
  -  1. miejsce w mistrzostwach Europy (do lat 23, jazda ind. na czas)
- 2007
  - 3. miejsce w mistrzostwach Ukrainy (jazda ind. na czas)
- 2009
  - 2. miejsce w mistrzostwach Ukrainy (jazda ind. na czas)
- 2010
  -  1. miejsce w klasyfikacji górskiej Tirreno-Adriático